# Jesza Poszony
Jesza Poszony, conegut com a Imre Poszony, (Budapest, 12 de desembre de 1880 — Budapest, 2 octubre 1963) fou un jugador i entrenador de futbol hongarès.
Procedent del Cracòvia polonès, va arribar al FC Barcelona el desembre de 1922 com a segon entrenador de Jack Greenwell. La marxa de Greenweell l'agost de 1923 va provocar que es convertís en el primer entrenador del club durant dos mesos. Amb l'arribada d'Alfred Spouncer, col·laborà amb l'entrenador anglès com a segon entrenador ocupant-se de l'organització de les categories inferiors del FC Barcelona durant la temporada 1923/24. El cessament d'Spouncer va provocar que tornés a ser primer entrenador de l'equip a la temporada 1924/25 però fou destituït el desembre del mateix any.
Va traslladar-se a Zagreb on va dirigir dues temporades el Građanski Zagreb amb el qual guanyà dues Lligues de Iugoslàvia.
El seu debut a la banqueta blaugrana es produí el 7 de setembre de 1924 contra el Moravska en un partit amistós que acabà amb el resultat de 3-0. Al capdavant del Barcelona, Poszony, dirigí 47 partits, guanyant-ne 30, empatant-ne 9 i perdent 8. La final de Copa d'Espanya es va disputar a Sevilla el 10 de maig de 1925 davant de l'Arenas Club de Getxo amb el resultat de 2-0 pels blaugranes.
Durant el temps que dirigí a l'equip, el club commemorà els actes del seu 25é aniversari. A més a més, Poszony fou testimoni de com el Camp de Les Corts era clausurat per sis mesos a conseqüència de la xiulada de l'afició culer a la Marxa Reial en un partit homenatge a l'Orfeó Català, situació que a més a més comportaria la posterior sortida forçosa de la presidència a Hans Gamper.

## Palmarès

### FC Barcelona
- 1 Campionat de Catalunya: 1923-24

### Građanski Zagreb
- 2 Lligues de Iugoslàvia: 1926 i 1928.